# Eiji Satō
Eiji Satō (jap. 佐藤 英二, Satō Eiji; * 8. April 1971 in der Präfektur Tokio) ist ein ehemaliger japanischer Fußballspieler.

## Karriere
Satō erlernte das Fußballspielen in der Jugendmannschaft von Mitsubishi Yowa SC. Seinen ersten Vertrag unterschrieb er 1990 bei Mitsubishi Motors. Der Verein spielte in der höchsten Liga des Landes, der Japan Soccer League. Mit Gründung der Profiliga J.League 1992 und der damit verbundenen Neuorganisation des japanischen Fußballs wurde der Mitsubishi Motors zu Urawa Reds. Für den Verein absolvierte er 26 Erstligaspiele. 1995 wechselte er zum Zweitligisten Fukushima FC. Für den Verein absolvierte er 23 Spiele. 1996 wechselte er zu Sony Sendai FC. Für den Verein absolvierte er 97 Spiele. Ende 2002 beendete er seine Karriere als Fußballspieler.